# José Francisco Socarrás
José Francisco Socarrás (* 5. November 1906 oder 1907 in Valledupar; † 1995) war ein kolumbianischer Dichterarzt.

## Leben
Socarrás promovierte 1930 an der Universidad Nacional de Colombia in Bogotá mit einer Arbeit über die „Grundbegriffe der Psychoanalyse“ und hielt sich auf Einladung von Paul Rivet von 1947 bis 1950 am Institut der Société psychanalytique in Paris auf, wo er von Henri Ey, Paul Guiraud und Serge Levobici beeinflusst wurde. Danach lehrte er Anthropologie und Psychologie an der Universidad Nacional de Colombia sowie Psychologie an der Universidad Externado de Colombia, an der Universidad Libre und am Instituto Etnológico Nacional in Bogotá.
Socarrás begründete die Escuela Normal Superior Kolumbiens mit und gilt in vielen Bereichen als Pionier der kolumbianischen Psychiatrie und Bildung.

## Auszeichnungen
- Medalla „Simón Bolívar“ des kolumbianischen Bildungsministeriums
- Medalla „Camilo Torres“ des kolumbianischen Präsidenten
- Gran Cruz Placa de Oro des Kongresses der Republik Kolumbien
- Gran Medalla „Agustín Nieto Caballero“ des Gimnasio Moderno

Quelle:

## Schriften (Auswahl)
- Viento de trópico: cuentos. Bogotá: Ed. Zulia, 1961. OCLC 3486538
- La crisis de los valores en Colombia. Bogotá: Ediciones Tercer Mundo, 1978. OCLC 4542703
- Laureano Gómez: psicoanálisis de un resentido. Bogotá: Planeta Colombiana, 1994. ISBN 9789586144094
- Apuntes sobre la historia de Valledupar. Bogotá: Plaza & Janés, 2000. ISBN 9789581403240